# Flatland (2007)
Flatland ist ein US-amerikanischer Computeranimationsfilm von 2007 und Verfilmung des im Jahr 1884 erschienenen Buches Flatland von Edwin Abbott Abbott.

## Handlung
Die Bewohner von Flatland, einer Welt mit nur zwei Raumdimensionen, sind regelmäßige Polygone, wobei die Anzahl der Ecken den sozialen Rang darstellt. So bilden Dreiecke die soziale Unterschicht und Quadrate die Mittelschicht.
Eines Nachts hat der Hauptdarsteller des Films, A Square, einen Traum von einer eindimensionalen Welt. In dieser Welt leben Punkte und unterschiedlich lange Linien auf einer Geraden. A Square versucht, dem König dieser Welt das Prinzip von zwei Dimensionen zu erklären, stößt aber auf Ignoranz.
Kurze Zeit später erscheint ein mysteriöser Gast aus der dritten Dimension in Flatland. Dieser nimmt A Square mit in die dreidimensionale Welt und erteilt ihm den Auftrag, in seiner zweidimensionalen Welt die frohe Botschaft der dritten Dimension zu verbreiten.
Als A Square in seiner zweidimensionalen Welt die Nachricht einer dritten Dimension zu verbreiten versucht, wird er als Ketzer verfolgt.

## Produktion und Veröffentlichung
Der Film entstand nach einem Drehbuch von Tom Whalen und unter der Regie von Ladd Ehlinger Jr. Als Studio fungierte das eigens gegründete Flatland Productions. Der verantwortliche Produzent war F.X. Vitolo. Die Musik komponierte Mark Slater und das Editing übernahm Regisseur Ehlinger selbst, ebenso wie die Hauptrolle A Square. A Hexagon wurde von Megan Colleen gesprochen, President Circle von Greg Trent und A Sphere von Simon Hammond. 
Die Arbeit am Film begann 2004 und dauerte drei Jahre an, wobei die Animationen im Wesentlichen von Ehlinger selbst angefertigt wurden. Das Projekt ging auf Ehlingers Initiative zurück. Er wollte das Buch Edwin Abbott Abbotts modernisiert umsetzen, dabei die Gesellschaftskritik erhalten, aber die von ihm als viktorianisch empfundenen Themen aktualisieren. So fokussierte er sich in seiner Verfilmung auf technische Entwicklung und Angst vor dem Krieg – vor allem in Spaceland.
Eine erste Fassung wurde am 14. Januar 2007 auf DVD veröffentlicht, am 12. Mai folgte die Vorführung beim New Haven Underground Film Festival. Es folgten Vorführungen auch in Kanada, Großbritannien und Russland. Für die Vermarktung der DVDs nutzte Ehlinger, der diese Aufgabe zunächst selbst übernahm, auch Soziale Netzwerke wie Youtube und MySpace. Der internationale Vertrieb liegt seit 2010 bei IndieFlix.

## Rezeption
Bei SciFi.com schreib Paul Di Fillippo über Flatland, dass es dem Team um Ehlinger außerordentlich gut gelungen sei, die Vorlage als Film umzusetzen. Flatland sei „unterhaltsam, erhellend und bildend“. Trotz der begrenzten Möglichkeiten Ehlingers sei die optische Umsetzung der verschieden-dimensionalen Figuren „durchdacht, wunderschön und leicht verständlich“. Nur der zu häufige Einsatz textlicher Erläuterungen sei störend. Insgesamt sei die Umsetzung dennoch im Geist ihrer Vorlage treu und passe sie behutsam an die heutige Zeit an. Ähnlich störend empfand die Zwischentitel Aylish Wood, die den Film für Science Fiction Film and Television rezensierte. Trotz des gut funktionierenden Einsatzes von Farbe und Musik zur Vermittlung von Emotionen der Charaktere sei der Film durch zeitweise missglückten Schnitt, zu großer Länge und inhaltlicher Überladenheit nur mittelmäßig.
Lila Marz Harper vergleicht den Film in Mathematics in Popular Culture mit dem im gleichen Jahr erschienenen Kurzfilm Flatland: The Movie: Ehlingers Werk sei radikaler, indem es näher an der Vorlage sei und die darin thematisierte Prägung der Kinder und Diskriminierung von Frauen zeige sowie mehr Details aus dem Alltag der geometrischen Formen.